# Juniata County
Juniata County ist ein County im Bundesstaat Pennsylvania der Vereinigten Staaten. 2020 hatte das County laut offizieller Schätzung 23.509 Einwohner und eine Bevölkerungsdichte von 22,8 Einwohner pro Quadratkilometer. Der Verwaltungssitz (County Seat) ist Mifflintown.

## Geschichte

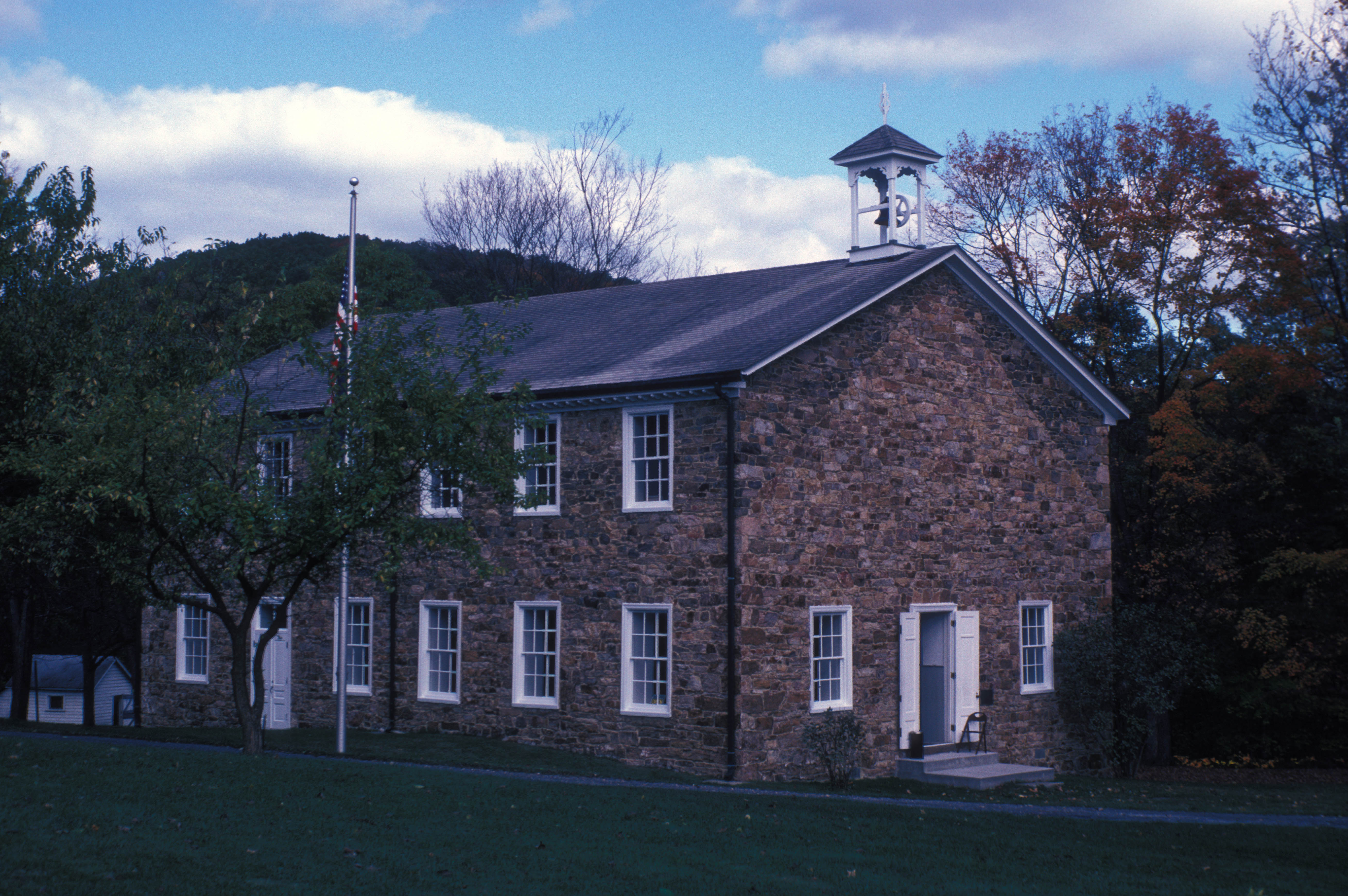
Die Tuscarora Academy ist einer von sieben Einträgen des Countys im NRHP.

Das County wurde am 2. März 1831 gebildet und nach dem Juniata River benannt.
Sieben Bauwerke und Stätten des Countys sind im National Register of Historic Places (NRHP) eingetragen (Stand 23. Juli 2018).

## Geographie
Das County hat eine Fläche von 1019 Quadratkilometern, wovon 5 Quadratkilometer Wasserfläche sind.

## Städte und Ortschaften

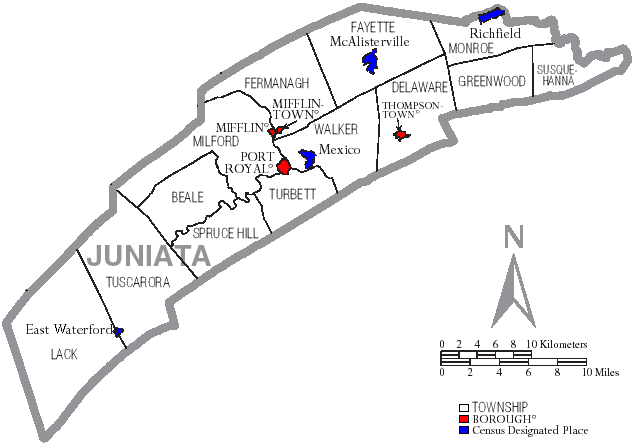
Karte des Juniata Countys

- Beale Township
- Delaware Township
- East Rutherford
- Fayette Township
- Fermanagh Township
- Greenwood Township
- Lack Township
- McAlisterville
- Mexico
- Mifflin
- Mifflintown
- Milford Township
- Monroe Township
- Port Royal
- Richfield
- Spruce Hill Township
- Susquehanna Township
- Thompsontown
- Turbett Township
- Tuscarora Township
- Walker Township